# Мемориал воинам Мордовии, павшим в годы Великой Отечественной войны
Мемориал воинам Мордовии, павшим в годы Великой Отечественной войны — мемориальный комплекс на советской площади города Саранска.

## Сооружения мемориального комплекса

### Памятник воинам, павшим в Великой Отечественной войне
Композиционным центром комплекса является памятник воинам Мордовии, павшим в Великой Отечественной войне, открытый 9 мая 1970 года. Скульптурная группа изображает Мать-Мордовию, вручающую меч сыну-солдату. На стоящем возле памятника 18-метровом гранитном пилоне надпись: «Вечная слава воинам, павшим в боях за свободу и независимость Советской Родины в Великой Отечественной войне 1941—1945 гг. Вы ушли из жизни, чтобы спасти жизнь. Подвиг ваш, имена ваши навеки в сердцах благодарного народа». Рядом с памятником горит Вечный огонь.
Авторы памятника: скульптор Н. В. Томский, архитектор А. Н. Душкин.
Скульптурная группа была сооружена на месте памятника А. И. Полежаеву, который был сделан из недолговечных материалов, со временем обветшал и был демонтирован.
В 2004—2005 годах с южной стороны памятника была установлена мемориальная стена (архитекторы В. А. Бродовский и И. В. Соловьёв) — дугообразное сооружение длиной 54 метра с двумя рядами колонн, между которыми расположены 10 пилонов, облицованных чёрным полированным камнем, с именами воинов — уроженцев Саранска, погибших в годы Великой Отечественной войны.

### Музей боевого и трудового подвига
6 мая 1995 года был открыт построенный рядом с памятником Музей боевого и трудового подвига 1941—1945 гг. (архитекторы Р. Г. Кананин, А. В. Костин). Рядом с музеем устроена экспозиция боевой бронетанковой и артиллерийской техники под открытым небом.

### Памятник воинам-интернационалистам
В 1985 году с западной стороны музея была установлена мемориальная композиция из пяти облицованных розовым гранитом стел, на которых были выбиты около 5 тысяч имён воинов — уроженцев Саранска, погибших в Великой Отечественной войне. Однако эта композиция быстро разрушалась и после нескольких попыток ремонта была демонтирована. В 2005 году на её месте был установлен памятник воинам-интернационалистам и военнослужащим, погибшим в локальных войнах и конфликтах (Скульптор Н. М. Филатов, архитектор В. А. Бродовский). Памятник представляет собой фигуру солдата, бегущего в атаку с автоматом в руке, зажатую между двумя серыми мраморными пилонами, символизирующими тиски войны и солдатского долга. На пилонах высечены имена погибших бойцов, а также надписи: «Мужеству, стойкости и чести воинов, исполнивших свой священный долг. 1952—1989» и «Вечно в сердцах потомков подвиг сыновей твоих, Россия. 1994—2003».

### Обелиск «Побег из ада»
С восточной стороны музея находится памятник, посвящённый героическому побегу из фашистского концлагеря группы советских военнопленных во главе с уроженцем Мордовии М. П. Девятаевым.

### Часовня
С западной стороны площади Победы в 2000 году была построена часовня во имя Святого благоверного князя Александра Невского. Здание часовни (проект В. И. Бабакова) восьмиугольное, диаметром 4,5 метра, высотой 6 метров, отделано белым и красным кирпичом. Восьмигранная шатровая крыша увенчана позолоченной маковкой с крестом, ещё одна маковка меньшего размера расположена над входом. Общая высота часовни вместе с крестом составляет 20 метров.
- Обелиск "Побег из ада"
- Музей боевой и трудовой славы
- Памятник воинам-интернационалистам
- Часовня во имя Святого благоверного князя Александра Невского